# Bantam Spectra
Bantam Spectra — подразделение по научной фантастике в американской издательской компании Bantam Books, принадлежащей Random House.
Согласно их веб-сайту, Spectra публикует «научную фантастику, фэнтези, ужасы и спекулятивные романы от известных авторов». Авторы Spectra в совокупности выиграли 31 такую награду в области научной фантастики и фэнтези и были номинированы в 132 случаях

## STAR WARS
На сайте Bantam Spectra Imprint опубликовано более 20 романов по «Звёздным войнам». Известные романы Spectra Star Wars включают блокбастер Тимоти Зана «Трилогия Трауна», «Дети джедаев» Барбары Хэмбли и другие. В конце концов, Lucasfilm, владеющая «Звёздными войнами», решила издать свои книги Сколастик и Дель Рей, что привело к концу эры «Звёздных войн Bantam Spectra».